# Gattamelata
Gattamelata (właśc. Erasmo da Narni, ur. ok. 1370 r. w Narni, zm. 16 stycznia 1443 r. w Padwie) – włoski kondotier, od 1424 w wojskach Florencji, od 1427 w służbie papieskiej, a od 1434 – w służbie Wenecji. Był jednym z najsłynniejszych najemnych dowódców wojskowych późnego średniowiecza (przydomek Gattamelata oznacza "Słodka kotka") i znanym mecenasem sztuki.
Konny pomnik Gattamelaty z 1453 r. dłuta Donatella, nawiązujący do pomnika Marka Aureliusza na rzymskim Kapitolu, znajduje się w Padwie przed bazyliką św. Antoniego. Znany jest jako pierwszy od starożytności tak wielki posąg konny, wykonany z brązu.